# Rover Autónomo para Entornos Extremos (AREE)

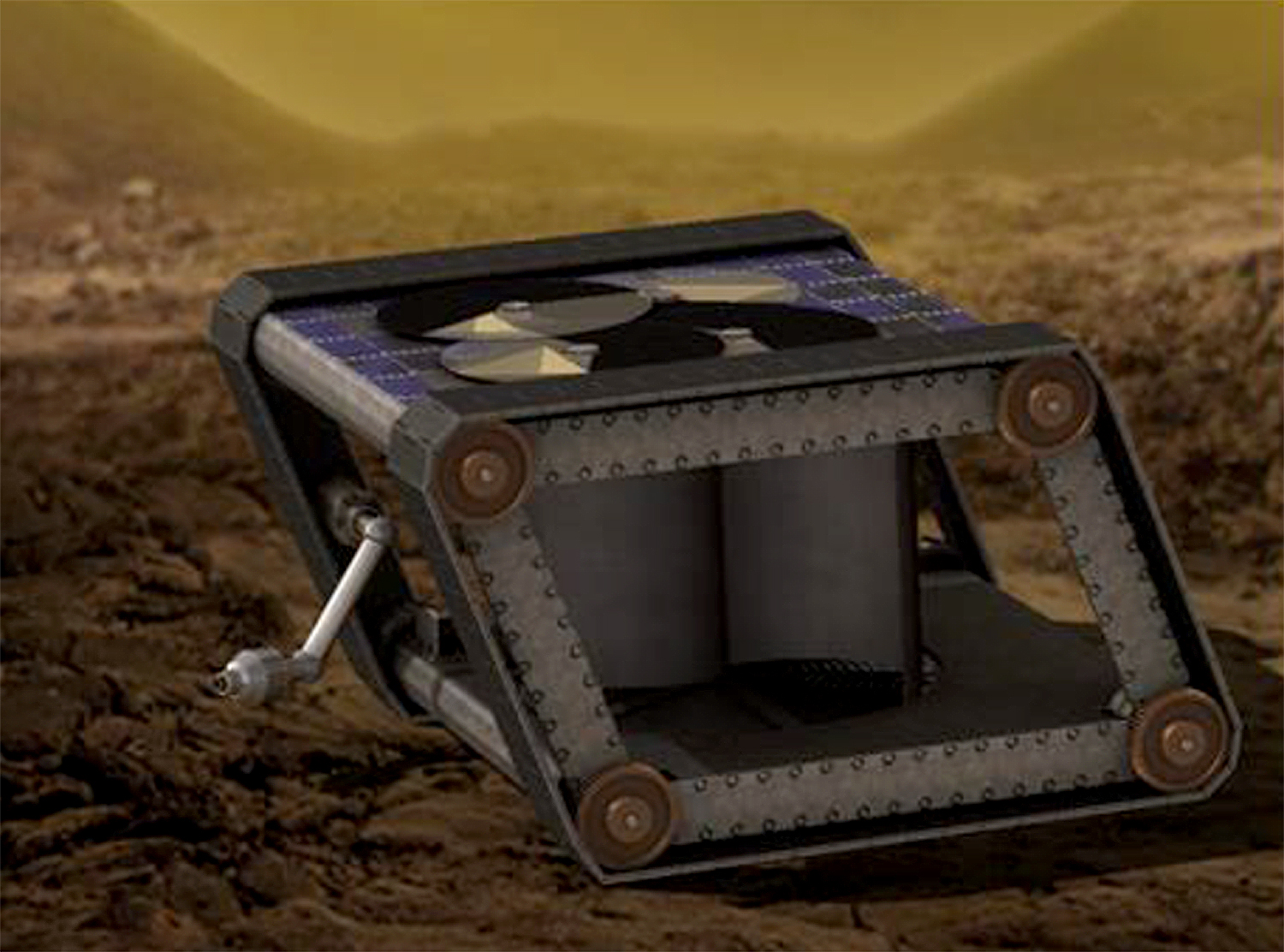
Concepción artística del AREE en la superficie de Venus, que muestra la turbina eólica dentro del marco del vehículo.

El Rover Autónomo para Entornos Extremos (Automaton Rover for Extreme Environments) (AREE), es un proyecto de la NASA para diseñar un rover que pueda operar en el entorno de Venus, controlado por una computadora mecánica eólica.  
La atmósfera de Venus es aproximadamente 90 veces más densa que la de la Tierra y la temperatura de la superficie de al menos 462 grados Celsius (863,6 °F), condiciones que evitarían que una computadora electrónica estándar funcione por un período de tiempo significativo. Mientras que AREE se está diseñando para operar en Venus, el diseño del rover podría ser reutilizado para su uso en Mercurio, que tiene una temperatura superficial comparablemente alta, en las lunas Jovianas, Europa o Io, donde la alta radiación dificulta el uso de la electrónica tradicional, o en flujos de lava o áreas altamente radiactivas en la Tierra. 
El proyecto fue propuesto por primera vez en 2015 y financiado por el programa Conceptos avanzados innovadores de la NASA, con un estudio de fase I en 2016 y un estudio de fase II de 2017-2018.

## Diseño
Aunque el equipo de JPL inicialmente planeó diseñar un rover completamente mecánico, pronto se consideró poco práctico en comparación con un diseño híbrido mecánico-eléctrico. 
La característica única de AREE es la propuesta de utilizar una computadora analógica mecánica en lugar de las computadoras digitales electrónicas más potentes utilizadas en otras naves espaciales robóticas, que no son tolerantes a las altas temperaturas de Venus. En lugar de usar una sola computadora mecánica de propósito general, como el motor analítico de Babbage, el rover dependería de un conjunto de dispositivos más simples y de un solo propósito distribuidos por todo el vehículo, análogos a las computadoras de control de incendios usados en la Segunda Guerra Mundial. El rover también usaría sensores puramente mecánicos para algunos de sus instrumentos: temperatura, velocidad del viento, presión barométrica, actividad sísmica e incluso la composición química de las muestras se puede medir mecánicamente. 
AREE debe ser alimentado principalmente por una turbina eólica Savonius. La turbina conduciría directamente las ruedas y también almacenaría energía en un resorte compuesto. El rover también llevaría paneles solares de alta temperatura como respaldo y para alimentar los instrumentos científicos eléctricos. 
El aspecto más desafiante del diseño de AREE es su comunicación con la Tierra. Se están explorando múltiples opciones de comunicación, incluido un transpondedor de alta temperatura, retrorreflectores de radar y datos de inscripción en registros de estilo fonográfico que luego se envían a un avión no tripulado a gran altitud a través de un globo de hidrógeno.

## Lugar de aterrizaje
El lugar propuesto de AREE está cerca de Sekmet Mons. Este lugar fue elegido porque está fuera de las parábolas de los escombros de cualquiera de los cráteres de impacto de Venus, lo que permite al explorador estudiar directamente la geología volcánica de Venus. AREE viajaría hacia el noroeste desde su zona de aterrizaje, cruzando (y muestreando) varios flujos de lava. El sitio de aterrizaje propuesto también se encuentra cerca de una región de Tessera, lo que aumenta la posibilidad de que la misión del rover pueda terminar explorando el Tessera. 